# Beeranahalli, Madhugiri
Beeranahalli là một làng thuộc tehsil Madhugiri, huyện Tumkur, bang Karnataka, Ấn Độ.